# هانس كريستيان نيلسن (دراج)
هانس كريستيان نيلسن هو دراج دنماركي، ولد في 16 فبراير 1916 في إقليم هوفدستادن في الدنمارك، وتوفي في 28 نوفمبر 2004.

## وصلات خارجية
- هانس كريستيان نيلسن على موقع أرشيف الدراجات (الإنجليزية)
- هانس كريستيان نيلسن على موقع أوليمبيديا (الإنجليزية)